# Kurowskoje (obwód swierdłowski)
Kurowskoje (ros. Куровское) – wieś (sieło) w Rosji, w obwodzie swierdłowskim, w rejonie kamyszłowskim. W 2010 liczyła 285 mieszkańców.